# Interstate 17
Interstate 17 eller I-17 är en väg, Interstate Highway, i delstaten Arizona, USA och är 235 km lång